# Myrmechis
Myrmechis es un género de orquídeas perteneciente a la subfamilia Orchidoideae. Se distribuye por los trópicos y subtrópicos de Asia.

## Especies deMyrmechis
A continuación se brinda un listado de las especies del género Myrmechis aceptadas hasta mayo de 2011, ordenadas alfabéticamente. Para cada una se indica el nombre binomial seguido del autor, abreviado según las convenciones y usos y la publicación válida.
1. Myrmechis aurea (J.J.Sm.) Schuit., Blumea 41: 401 (1996).
2. Myrmechis bakhimensis D.Maity, N.Pradhan & Maiti, Acta Phytotax. Sin. 45: 321 (2007).
3. Myrmechis bilobulifera (J.J.Sm.) Schuit., Blumea 41: 401 (1996).
4. Myrmechis chalmersii (Schltr.) Schuit., Blumea 41: 401 (1996).
5. Myrmechis chinensis Rolfe, J. Linn. Soc., Bot. 36: 44 (1903).
6. Myrmechis drymoglossifolia Hayata, Icon. Pl. Formosan. 6: 90 (1916).
7. Myrmechis glabra Blume, Coll. Orchid.: 76 (1859).
8. Myrmechis gracilis (Blume) Blume, Coll. Orchid.: 76 (1859).
9. Myrmechis japonica (Rchb.f.) Rolfe, J. Linn. Soc., Bot. 36: 44 (1903).
10. Myrmechis kinabaluensis Carr, Gard. Bull. Straits Settlem. 8: 188 (1935).
11. Myrmechis perpusilla Ames, Schedul. Orchid. 6: 15 (1923).
12. Myrmechis philippinensiis Ames, Orchidaceae 2: 64 (1908).
13. Myrmechis pumila (Hook.f.) Tang & F.T.Wang, Acta Phytotax. Sin. 1: 69 (1951).
14. Myrmechis quadrilobata (Schltr.) Schuit., Blumea 41: 403 (1996).
15. Myrmechis seranica J.J.Sm., Bull. Jard. Bot. Buitenzorg, III, 10: 95 (1928).
16. Myrmechis tsukusiana Masam., Bot. Mag. (Tokyo) 43: 250 (1929).
17. Myrmechis urceolata Tang & K.Y.Lang, Acta Phytotax. Sin. 34: 638 (1996).